# Henri Tisot
Cet article possède un paronyme, voir Tissot.
Henri Tisot, né le 1er juin 1937 à La Seyne-sur-Mer et mort le 6 août 2011 à Sanary-sur-Mer, dans le Var, est un acteur, imitateur, humoriste et écrivain français, qui se spécialisa dans l'imitation de Charles de Gaulle.

## Biographie
Henri Tisot est le fils unique de parents pâtissiers. Il fréquente l’école laïque bien qu’élevé dans la religion catholique, entre une grand-mère très croyante et un grand-père communiste.

### Pensionnaire de la Comédie-Française
En 1957, il entre au Conservatoire national supérieur d'art dramatique chez Béatrix Dussane.
En 1958, il devient pensionnaire de la Comédie-Française grâce à Jean Meyer, qui lui offre le rôle d’un laquais du tailleur de Monsieur Jourdain, dans son Bourgeois Gentilhomme avec Louis Seigner.

### L’imitateur de Charles de Gaulle
Henri Tisot se fait connaître en 1960, alors qu’il présente un spectacle au Théâtre de Dix heures, grâce à ses imitations de Charles de Gaulle. Il prend garde de ne mentionner que « Qui vous savez » sans jamais le citer nommément.
Son sketch L’Autocirculation parodie la politique algérienne du chef de l’État. Le 45 tours tiré du spectacle se vend alors à un million d’exemplaires, diffusion exceptionnelle pour un disque humoristique.
L’enregistrement de La Dépigeonnisation, un autre sketch qui se vend à 300 000 exemplaires, aurait suscité cette réflexion de la part de Charles de Gaulle : « Tisot baisse, je vais encore me retrouver tout seul ! ».

« La force de De Gaulle, c'est qu’il parle toujours aux Français ! Je suis entré dans la peau du Général, mais il a fini par avoir la mienne. Il me tient, il est toujours là dans les recoins de ma personne et, lorsque l’on me voit, on pense à lui. De là, mon amour de la France et sa défense à tous crins. »

Resté un fervent soutien de De Gaulle, il publie en 2010 De Gaulle et moi. Quelle aventure !, un livre préfacé par Maurice Druon.
Cependant, à la fin des années 1970, ses imitations de Charles de Gaulle ne sont plus dans le coup, et l'air du temps, d'autant plus que l'homme est décédé en 1970. On lui conseille de se renouveler, et de changer de registre, afin de ne pas être considéré comme un « ringard », ce qu'il va faire avec enthousiasme, car au même moment, à la même époque, de nouveaux comiques concurrents arrivent, comme Coluche, Thierry le Luron, ou Michel Leeb.

### Le comédien au théâtre, au cinéma et à la télévision
Henri Tisot poursuit une carrière de comédien, interprétant des rôles, généralement comiques, au cinéma, à la télévision. Il interprètera, pour la télévision française (RTF), le rôle de Lucien Gonfaron dans le fameux feuilleton de Jean Canolle, Le Temps des copains, qui passionna les téléspectateurs entre octobre 1961 et 1962.
À partir des années 1970, il se consacre principalement au théâtre. En 1977, il incarne Blandinet dans Les Petits Oiseaux d'Eugène Labiche, puis Louis XVI en 1979 dans La Nuit de l'été. Son maître Jean Meyer, dans l'une de ses dernières mises en scène, lui confiera (malgré leurs relations tendues) le rôle de « l’Anglais marseillais » dans Le Dindon de Feydeau, en 1988, aux côtés de Robert Lamoureux, Pierre Mondy et Jean-Luc Moreau.

### Militantisme catholique
En 1984, Henri Tisot se déclarera en faveur de l'école libre, rejoignant les défenseurs de l'école privée.
En 1986, il se convertit au catholicisme, il décide alors « de renoncer aux rôles profanes » et s’investit dans la religion. Il raconte sa découverte de la foi dans le livre de Marie-Claude Sandrin, Champion de Dieu, et dans Le Rendez-vous d'amour, qui narre l’enseignement mystique et religieux reçu d’un homme d’église, le Père Albert, qui était aussi gardien au musée du Louvre. Henri Tisot étudie aussi l’hébreu pendant 40 ans auprès de son maître, le rabbin Albert Abécassis, pour accéder au texte original de la Torah.
À la même époque, Tisot se passionnera pour l’œuvre imprégnée de catholicisme de Paul Claudel, et aussi pour celle de Jacques Rivière, le beau-frère d'Alain-Fournier, en particulier les écrits où celui-ci abordait ses croyances religieuses catholiques.
Il consacre plusieurs ouvrages au fait religieux, notamment une exégèse entre la foi juive et la foi chrétienne. Il met en exergue « l’immensité cosmique du texte original hébreu de la Torah (Premier Testament), dont les rapports sont constants avec les Évangiles. »
Henri Tisot monte deux de ses créations d’inspiration religieuse : en 1988 Les Sept Miracles au théâtre de la Madeleine, une improvisation basée sur l’Évangile de saint Jean, et, en 1995, De de Gaulle à Jésus-Christ  au théâtre du Palais-Royal. À l’occasion du Jubilé de l'an 2000, il présente À la lumière de Dieu, un spectacle très personnel, où, seul en scène, il invite le public à découvrir les raisons de sa foi et à redécouvrir le sens profond des Évangiles. En 2007, il publie un plaidoyer pour Ève, « la première femme, notre mère à tous », considérant que l’avoir chargée du péché originel constituait « la plus flagrante erreur judiciaire ».
En septembre 2008, lors de la venue du pape Benoît XVI au Collège des Bernardins pour son discours au monde de la culture, Henri Tisot est un des représentants de la scène théâtrale invités par le cardinal André Vingt-Trois.
En juin 2010, il figure parmi les signataires de la pétition en soutien à Roman Polanski, lancée au lendemain de l'arrestation du cinéaste en Suisse.

### Vie privée
Henri Tisot a dévoilé son homosexualité dans le livre Le Fils du pâtissier, ou Le passé à venir, Plon, 1993.
Henri Tisot vivait avec sa mère (morte en 2006) à Paris XIIIe arrondissement.

### Décès - Obsèques
Henri Tisot préparait en collaboration avec Pierre Delavène Mes arrière-pensées, spectacle qu’il devait interpréter, en hiver 2011, à l’Auguste Théâtre pour quelques représentations exceptionnelles avant de partir en tournée, lorsqu'il meurt à 74 ans, le 6 août 2011, dans sa résidence de Sanary-sur-Mer dans le Var. Ses obsèques ont lieu le 10 août 2011 à La Seyne-sur-Mer, où il est enterré.

### Hommages posthumes
- Frédéric Mitterrand, ministre de la Culture et de la Communication, salue la mémoire d'Henri Tisot, grande figure populaire de la satire contemporaine.

« Henri Tisot, grande figure populaire, qui s’est illustré depuis cinquante ans dans la satire politique, avait aussi suivi une carrière insolite au théâtre à la télévision mais aussi au cinéma. Imitateur génial du Général de Gaulle, son modèle l’a tellement habité tout au long de sa vie qu’il en revendiquait presque l’héritage. Son destin singulier l’a conduit sur les planches au côté de Jean Meyer, Louis Seigner, Georges Descrières, Robert Lamoureux et à l’écran avec Brigitte Bardot ou Marc Allégret. Sa truculence qui ne masquait pas le mordant de son impertinence, son authenticité, sa générosité, son audace et son humilité ont définitivement marqué la satire des saltimbanques contemporains. »
- De son vivant déjà, l’espace municipal et culturel de La Seyne-sur-Mer porte son nom.
- Le Théâtre Poquelin de la Seyne-sur-Mer, a annoncé qu’il allait rebaptiser son festival de théâtre Festival Henri-Tisot.

## Discographie
Il est l’auteur de plusieurs disques :
- Apprends-moi, dis
- L’autocirculation
- La calendrierisation
- Ce que l’on dira de qui vous savez en l’an 4000
- Comment imiter qui vous savez… sans peine
- Conférence de presse sur la dépigeonnisation
- Duclos-Poher
- Lettre à Pompidou
- Lui ou moi
- Mes adieux à qui vous savez
- Mon week-end à Colombey-les-Deux-Églises
- Pompon face aux sioux-nistes
- Union pour la défense du rire
- La vie secrète de qui vous savez
- 10e anniversaire de multi-technique (disque d’or) (compilation) 1966
- La pêche avec deux gaules
- La Crèche d'Henri Tisot, CD tiré du livre du même titre, texte écrit et interprété par Henri Tisot, musique de Patrick Roffé, production JADE, 1992.

## Filmographie

### Cinéma
- 1958 : Le Bourgeois gentilhomme de Jean Meyer : L'assistant du tailleur
- 1959 : Le Mariage de Figaro de Jean Meyer : Pedrille
- 1959 : Voulez-vous danser avec moi ? de Michel Boisrond : Un joueur
- 1961 : Les Amours de Paris de Jacques Poitrenaud
- 1961 : La Fayette de Jean Dréville : Monsieur
- 1961 : La Menace de Gérard Oury : Jérôme
- 1962 : Mon oncle du Texas de Robert Guez : Dieudonné
- 1962 : Les Parisiennes de Marc Allégret : Eric
- 1962 : Le Diable et les Dix Commandements de Julien Duvivier, sketch Luxurieux point ne seras : Philippe Dancourt
- 1963 : Le Temps des copains de Robert Guez : Lucien
- 1963 : Le Roi du village de Henri Gruel : Moïse
- 1965 : Pleins feux sur Stanislas de Jean-Charles Dudrumet : Agent 07
- 1966 : Martin soldat de Michel Deville : (Voix)
- 1969 : Aux frais de la princesse de Roland Quignon : Valentin
- 1969 : Les Gros Malins de Raymond Leboursier : L'ambassadeur qui parle comme Salvatore Dali
- 1970 : Heureux qui comme Ulysse de Henri Colpi : Le gendarme à Cavaillon
- 1973 : L'Histoire très bonne et très joyeuse de Colinot trousse-chemise de Nina Companeez : Tournebeuf
- 1974 : Gross Paris de Gilles Grangier : Von Dupont
- 1974 : Le Plumard en folie de Jacques Lemoine et Georges Combret : L'amateur des parties fines
- 1974 : Le Führer en folie de Philippe Clair : Adolf Hitler
- 1975 : Maître Pygmalion de Hélène Durand et Jacques Nahum
- 1979 : Charles et Lucie de Nelly Kaplan : Le gradé municipal
- 1982 : La Baraka de Jean Valère : Le pêcheur
- 1983 : Une jeunesse de Moshé Mizrahi : Maniac
- 1984 : Train d'enfer de Roger Hanin : Mr. Guilabert
- 1988 : Le Dîner des bustes de Moïse Maatouk (Court-métrage)
- 1989 : Cinématon de Gérard Courant (Court-métrage)
- 2010 : Il n'est jamais trop tard (Documentaire) de Jérémy Kaplan

### Télévision
- 1959 : Le Chandelier de Bernard-Roland (téléfilm)
- 1960 : Rouge d'André Leroux (téléfilm)
- 1960 : Les Cinq Dernières Minutes, épisode Qui trop embrasse... de Claude Loursais : Thierry
- 1960 : Cyrano de Bergerac de Claude Barma (téléfilm) : le premier poète
- 1961 : Le Théâtre de la jeunesse (série télévisée) : Fernando
- 1961 - 1962 : Le Temps des copains de Robert Guez (série télévisée) : Lucien Gonfaron
- 1969 : D'Artagnan de Claude Barma (série télévisée) : Bonacieux
- 1970 : Lettres de mon moulin de Pierre Badel (téléfilm) : le boulanger
- 1972 : Le Voleur de riens (téléfilm) : Louis César
- 1971, 1973, 1975, 1977-1978 : Au théâtre ce soir (série télévisée) : Georges Maillard / Azoun / Jules / Blandinet / Boudu
- 1973 : Arsène Lupin (série télévisée) : juge Deredant
- 1975 : Pilotes de courses, série télévisée de Robert Guez : le patron d'Alain
- 1976 : Le Milliardaire téléfilm de Robert Guez :
- 1979 : Joséphine ou la comédie des ambitions (série télévisée) : Hamelin
- 1979 : La Nuit de l'été de Jean-Claude Brialy (téléfilm) : Louis XVI
- 1980 : Vient de paraître d'Yves-André Hubert (téléfilm) : Marc
- 1981 : Le Cocu magnifique de Marlène Bertin (téléfilm) : Bruno
- 1981 : Les Gaietés de la correctionnelle (série TV) : Le président de la correctionnelle
- 1981 : La Scélérate Thérèse de Jean-François Claire (téléfilm) : Louis XIV
- 1982 : L'Australienne de Yves-André Hubert (téléfilm) : Honoré
- 1983 : Vichy dancing de Léonard Keigel (téléfilm) : Peyreira
- 1985 : La Poudre aux yeux de Paul Planchon (téléfilm) : M. Malingear
- 1986 : Cinéma 16 - Oscar et Valentin de François Dupont-Midy (série TV) : Oscar Duroc
- 1986 : Le Dindon de Pierre Badel (téléfilm) : Soldignac
- 1987 : Série noire (Série TV) : Michel Tabart
- 2000 : La Trilogie marseillaise de Nicolas Ribowski (téléfilm) : Panisse

## Théâtre
- 1958 : Amphitryon de Molière, mise en scène Jean Meyer, Comédie-Française
- 1959 : La Confession de Meudon de Charles de Richter,
- 1959 : Port-Royal d'Henry de Montherlant, mise en scène Jean Meyer, Comédie-Française
- 1961 : La Nuit des rois de William Shakespeare, mise en scène Jean Le Poulain, Théâtre du Vieux-Colombier
- 1962 : Bichon de Jean de Letraz, mise en scène Jean Meyer, Théâtre Edouard VII
- 1964 : Le Barbier de Séville de Beaumarchais, mise en scène Jean-Laurent Cochet, Théâtre de l'Ambigu
- 1964 : Chat en poche de Georges Feydeau, mise en scène Jean-Laurent Cochet, Théâtre Daunou
- 1965 : Chat en poche de Georges Feydeau, mise en scène Jean-Laurent Cochet, Théâtre Edouard VII, Théâtre des Célestins, tournée Herbert-Karsenty
- 1967 : Boudu sauvé des eaux de René Fauchoix, mise en scène Jean-Laurent Cochet, Théâtre des Capucines
- 1969 : Le Misanthrope de Molière, mise en scène Michel Vitold, Théâtre du Vieux-Colombier
- 1971 : Joyeuse Pomme de Jack Pulman, mise scène Jacques Rosny, Théâtre des Célestins
- 1971 : Les Femmes savantes de Molière, mise en scène Jean Meyer, Théâtre des Célestins
- 1972 : Le Contrat de Francis Veber, mise en scène Pierre Mondy, Théâtre des Célestins, tournée Herbert-Karsenty
- 1972 : Ah ! la police de papa de Raymond Castans, mise en scène Jacques Charon, Théâtre des Bouffes-Parisiens
- 1973 : Les Caves du Vatican de André Gide, mise en scène Jean Meyer, Théâtre des Célestins
- 1974 : La Mandore de Romain Weingarten, mise en scène Daniel Benoin, Théâtre Daniel Sorano Vincennes
- 1975 : Le Balcon de Jean Genet, mise en scène Antoine Bourseiller, Théâtre du Gymnase
- 1976 : Les Fourberies de Scapin de Molière, mise en scène Jean Meyer, Théâtre des Célestins
- 1976 : Un Chapeau de paille d'Italie d'Eugène Labiche, mise en scène Jean Puyberneau, Théâtre municipal Orléans
- 1977 : Topaze de Marcel Pagnol, mise en scène Jean Meyer, Théâtre des Célestins, Théâtre Saint-Georges
- 1977 : Au théâtre ce soir : Les Petits Oiseaux d'Eugène Labiche, mise en scène René Dupuy, réalisation Pierre Sabbagh, Théâtre Marigny
- 1980 : L'Homme, la bête et la vertu de Luigi Pirandello, mise en scène Henri Tisot, Théâtre Daunou
- 1981 : L'Homme, la bête et la vertu de Luigi Pirandello, mise en scène Henri Tisot, Théâtre des Célestins
- 1983 : Noix de coco de Marcel Achard, mise en scène Jean Meyer, Théâtre des Célestins
- 1983 : Le Dindon de Georges Feydeau, mise en scène Jean Meyer, Théâtre des Célestins
- 1984 : Noix de coco de Marcel Achard, mise en scène Jean Meyer, Théâtre de la Renaissance
- 1987 : Les Sept Miracles de Jésus d'Henri Tisot, mise en scène Henri Tisot, Théâtre Renaud-Barrault
- 1988 : Une soirée pas comme les autres de Jean Barbier, mise en scène Henri Tisot, Théâtre des Nouveautés
- 1990 : La Pêche miraculeuse des 153 poissons d'Henri Tisot, Théâtre de la Madeleine
- 1995 : De De Gaulle à Jésus-Christ d'Henri Tisot, Théâtre du Palais-Royal
- 1999 : À la Lumière de Dieu d'Henri Tisot
- 2002 : Le Manège du pouvoir de Jean-Pierre About, mise en scène Thomas Le Douarec, Théâtre 14 Jean-Marie Serreau

## Publications
- Le Copain et le cabanon, Hachette, 1967
- Le Petit Livre du Grand Livre, Fayard, 1990          (ISBN 2-213-02417-0)
- La Crèche d’Henri Tisot, Fayard, 1992  (ISBN 2-213-02941-5)
- Le Fils du pâtissier, ou Le passé à venir, Plon, 1993  (ISBN 2-259-01411-9)
- Un Français fou de Dieu, Lattès, 1993  (ISBN 2709611937)
- La Rencontre, préfacé par André Chouraqui, Presses de la Renaissance, 1998  (ISBN 2-85616-711-X)
- Le Rendez-vous d’amour, préfacé par Paul Ricœur, Éditions du Cerf, 2000          (ISBN 2-204-06473-4)
- Dialogue avec mon ange gardien, Éditions du Cerf, 2003          (ISBN 2-204-07098-X)
- Ève, la femme : l'injustice de tous les temps, Éditions du Cerf, 2007, 300 pp.  (ISBN 978-2204083720)
- De Gaulle et moi : quelle aventure !, lettre-préface de Maurice Druon, Éditions du Cerf, 2010  (ISBN 978-2-204-09157-2)